# Rękopis znaleziony w Smoczej Jaskini
Rękopis znaleziony w Smoczej Jaskini, podtytuł Kompendium wiedzy o literaturze fantasy – przewodnik po literaturze fantasy autorstwa Andrzeja Sapkowskiego wydany w 2001 roku przez wydawnictwo SuperNowa. Książka ma 240 stron i twardą oprawę.
Omawia m.in. historię literatury fantasy i jej podział na gatunki, zawiera informacje na temat ważniejszych autorów i bohaterów fantasy oraz stworzeń fantastycznych, a także kanon fantasy, czyli "85 pozycji, które każdy szanujący się miłośnik gatunku znać powinien".
Recenzent „Esensji”, Eryk Remiezowicz pisał: „Rękopis znaleziony w smoczej jaskini" powinien stać się lekturą obowiązkową polskich pedagogów i wzorcem pisania podręczników na temat dowolny. Mnóstwo informacji, wywód, hm, momentami chwiejny, ale zazwyczaj zadziwiająco spójny”.

## Kanon fantasy według Andrzeja Sapkowskiego
Pogrubioną czcionką oznaczono dziesięć pozycji, które Sapkowski wprost określa jako „absolutną klasykę” albo należące do „pierwszej dziesiątki”.
| Nr | Tytuł oryginalny                                             | Polski tytuł                                         | Forma                     | Autor                              | Rok/Lata             |
| --- | ------------------------------------------------------------ | ---------------------------------------------------- | ------------------------- | ---------------------------------- | -------------------- |
| 1 | The Hobbit, or There and Back Again                          | Hobbit, czyli tam i z powrotem                       | powieść                   | J.R.R. Tolkien                     | 1937                 |
| 2 | Conan                                                        | Conan                                                | seria opowiadań           | Robert E. Howard                   | 1932–1936            |
| 3 | Harold Shea                                                  | Przygody Harolda Shea                                | cykl krótkich powieści    | Fletcher Pratt, L. Sprague de Camp | 1940–1954            |
| 4 | The Chronicles of Narnia                                     | Opowieści z Narnii                                   | septalogia                | C.S. Lewis                         | 1950–1956            |
| 5 | Silverlock                                                   | (brak wydania polskiego)                             | powieść                   | John Myers Myers                   | 1949                 |
| 6 | Dying Earth                                                  | Umierająca Ziemia                                    | cykl opowiadań            | Jack Vance                         | 1950                 |
| 7 | The Lord of the Rings                                        | Władca Pierścieni                                    | powieść                   | J.R.R. Tolkien                     | 1954–1955            |
| 8 | Fafhrd and the Gray Mouser                                   | Przygody Fafryda i Szarego Kocura                    | cykl powieści i opowiadań | Fritz Leiber                       | 1939–1988            |
| 9 | The Broken Sword                                             | Zaklęty miecz                                        | powieść                   | Poul Anderson                      | 1954                 |
| 10 | The Once and Future King                                     | Był sobie raz na zawsze król                         | cykl powieści             | T.H. White                         | 1938–1977            |
| 11 | Three Hearts and Three Lions                                 | Trzy serca i trzy lwy                                | powieść                   | Poul Anderson                      | 1961                 |
| 12 | Glory Road                                                   | Szlak chwały                                         | powieść                   | Robert A. Heinlein                 | 1963                 |
| 13 | Witch World                                                  | Świat Czarownic                                      | cykl powieści             | Andre Norton                       | 1963–                |
| 14 | Elric of Melniboné                                           | Saga o Elryku z Melniboné                            | cykl powieści i opowiadań | Michael Moorcock                   | 1961–                |
| 15 | The Last Unicorn                                             | Ostatni jednorożec                                   | powieść                   | Peter S. Beagle                    | 1968                 |
| 16 | Earthsea                                                     | Ziemiomorze                                          | cykl powieści i opowiadań | Ursula K. Le Guin                  | 1964–2018            |
| 17 | Grendel                                                      | Grendel                                              | powieść                   | John Gardner                       | 1971                 |
| 18 | Jack of Shadows                                              | Widmowy Jack                                         | powieść                   | Roger Zelazny                      | 1971                 |
| 19 | The Chronicles of Amber                                      | Kroniki Amberu                                       | cykl powieści i opowiadań | Roger Zelazny                      | 1970–1991            |
| 20 | Watership Down                                               | Wodnikowe Wzgórze                                    | powieść                   | Richard Adams                      | 1972                 |
| 21 | Deryni                                                       | Odrodzenie Deryni                                    | cykl powieści i opowiadań | Katherine Kurtz                    | 1970–                |
| 22 | Birthgrave                                                   | (brak wydania polskiego)                             | trylogia                  | Tanith Lee                         | 1975–1978            |
| 23 | Dragon Knight                                                | Smok i jerzy                                         | cykl powieści             | Gordon R. Dickson                  | 1976–2000            |
| 24 | The Forgotten Beasts of Eld                                  | Zapomniane bestie z Eldu                             | powieść                   | Patricia A. McKillip               | 1974                 |
| 25 | The Riddle-Master trilogy                                    | Mistrz Zagadek                                       | trylogia                  | Patricia A. McKillip               | 1976–1979            |
| 26 | The Morgaine Stories                                         | Morgaine                                             | tetralogia                | C.J. Cherryh                       | 1976–1988            |
| 27 | Die unendliche Geschichte                                    | Nie kończąca się historia                            | powieść                   | Michael Ende                       | 1979                 |
| 28 | The Chronicles of Thomas Covenant                            | Kroniki Tomasza Niedowiarka                          | cykl powieści             | Stephen R. Donaldson               | 1977–2013            |
| 29 | The Land of Laughs                                           | Kraina Chichów                                       | powieść                   | Jonathan Carroll                   | 1980                 |
| 30 | The Vampire Tapestry                                         | Gobelin z wampirem                                   | powieść                   | Suzy McKee Charnas                 | 1980                 |
| 31 | Lord Valentine's Castle                                      | Zamek lorda Valentaine'a                             | powieść                   | Robert Silverberg                  | 1980                 |
| 32 | Ariosto                                                      | (brak wydania polskiego)                             | powieść                   | Chelsea Quinn Yarbro               | 1980                 |
| 33 | Little, Big                                                  | Małe, duże                                           | powieść                   | John Crowley                       | 1981                 |
| 34 | The Book of the New Sun                                      | Księga Nowego Słońca                                 | pentalogia                | Gene Wolfe                         | 1980–1987            |
| 35 | The Chronicles of Tornor                                     | Kroniki Tornoru                                      | trylogia                  | Elizabeth A. Lynn                  | 1979–1980            |
| 36 | Winter's Tale                                                | Zimowa opowieść                                      | powieść                   | Mark Helprin                       | 1983                 |
| 37 | Lyonesse                                                     | Lyonesse                                             | trylogia                  | Jack Vance                         | 1983–1989            |
| 38 | Spellsinger                                                  | Spellsinger                                          | cykl powieści             | Alan Dean Foster                   | 1983–2004            |
| 39 | The Belgariad, The Malloreon                                 | Belgariada, Malloreon                                | pentalogia, pentalogia    | David Eddings                      | 1982–1984, 1987–1991 |
| 40 | The Mists of Avalon                                          | Mgły Avalonu                                         | powieść                   | Marion Zimmer Bradley              | 1983                 |
| 41 | The Anubis Gates                                             | Wrota Anubisa                                        | powieść                   | Tim Powers                         | 1983                 |
| 42 | Tea with the Black Dragon                                    | (brak wydania polskiego)                             | powieść                   | R.A. MacAvoy                       | 1983                 |
| 43 | The True Game                                                | (brak wydania polskiego)                             | cykl powieści             | Sheri S. Tepper                    | 1983–1986            |
| 44 | The Witches of Eastwick                                      | Czarownice z Eastwick                                | powieść                   | John Updike                        | 1984                 |
| 45 | Ryhope Wood                                                  | Las ożywionego mitu                                  | cykl powieści i opowiadań | Robert Holdstock                   | 1984–2009            |
| 46 | The Black Company                                            | Czarna Kompania                                      | cykl powieści i opowiadań | Glen Cook                          | 1984–                |
| 47 | The Princess Bride                                           | Narzeczona księcia                                   | powieść                   | William Goldman                    | 1973                 |
| 48 | The Ladies of Mandrigyn                                      | (brak wydania polskiego)                             | powieść                   | Barbara Hambly                     | 1984                 |
| 49 | Kedrigern                                                    | Kedrigern                                            | cykl powieści i opowiadań | John Morressy                      | 1981–2003            |
| 50 | The Fionavar Tapestry                                        | Fionavarski gobelin                                  | trylogia                  | Guy Gavriel Kay                    | 1984–1986            |
| 51 | Xanth                                                        | Xanth                                                | cykl powieści             | Piers Anthony                      | 1977–                |
| 52 | Magic Kingdom of Landover                                    | Magiczne królestwo                                   | cykl powieści             | Terry Brooks                       | 1986–                |
| 53 | The Tales of Alvin Maker                                     | Opowieści o Alvinie Stwórcy                          | cykl powieści i opowiadań | Orson Scott Card                   | 1986–                |
| 54 | Merlin                                                       | Merlin                                               | powieść                   | Robert Nye                         | 1978                 |
| 55 | Dragonsbane                                                  | Zguba smoków                                         | powieść                   | Barbara Hambly                     | 1985                 |
| 56 | The Winter of the World                                      | Zima świata                                          | cykl powieści             | Michael Scott Rohan                | 1986–2001            |
| 57 | The Eyes of the Dragon                                       | Oczy smoka                                           | powieść                   | Stephen King                       | 1984                 |
| 58 | Soldier                                                      | Latro                                                | dylogia                   | Gene Wolfe                         | 1986–1989            |
| 59 | Memory, Sorrow, and Thorn                                    | Pamięć, Smutek i Cierń                               | trylogia                  | Tad Williams                       | 1988–1993            |
| 60 | Bones of the Moon, Sleeping in Flame, A Child Across the Sky | Kości księżyca, Śpiąc w płomieniu, Dziecko na niebie | trylogia                  | Jonathan Carroll                   | 1987–1989            |
| 61 | Stalking the Unicorn                                         | Na tropie jednorożca                                 | powieść                   | Mike Resnick                       | 1987                 |
| 62 | The Stress of Her Regard                                     | Groza jej spojrzenia                                 | powieść                   | Tim Powers                         | 1989                 |
| 63 | The Healer's War                                             | (brak wydania polskiego)                             | powieść                   | Elizabeth Ann Scarborough          | 1988                 |
| 64 | Knights of Dark Renown                                       | Rycerze mrocznej chwały                              | powieść                   | David Gemmell                      | 1989                 |
| 65 | Tigana                                                       | Tigana                                               | powieść                   | Guy Gavriel Kay                    | 1990                 |
| 66 | The Wheel of Time                                            | Koło Czasu                                           | cykl powieści             | Robert Jordan, Brandon Sanderson   | 1990–2013            |
| 67 | Beauty                                                       | (brak wydania polskiego)                             | powieść                   | Sheri S. Tepper                    | 1991                 |
| 68 | Briar Rose                                                   | (brak wydania polskiego)                             | powieść                   | Jane Yolen                         | 1992                 |
| 69 | Last Call                                                    | Ostatnia odzywka                                     | powieść                   | Tim Powers                         | 1992                 |
| 70 | The Innkeeper's Song                                         | Pieśń oberżysty                                      | powieść                   | Peter S. Beagle                    | 1993                 |
| 71 | The Iron Dragon’s Daughter                                   | Córka żelaznego smoka                                | powieść                   | Michael Swanwick                   | 1993                 |
| 72 | Winter Rose                                                  | (brak wydania polskiego)                             | powieść                   | Patricia A. McKillip               | 1996                 |
| 73 | The Moon and the Sun                                         | Księżyc i Słońce                                     | powieść                   | Vonda N. McIntyre                  | 1997                 |
| 74 | Jack Faust                                                   | (brak wydania polskiego)                             | powieść                   | Michael Swanwick                   | 1997                 |
| 75 | Lord of the Two Lands                                        | Pan Górnego i Dolnego Egiptu                         | powieść                   | Judith Tarr                        | 1993                 |
| 76 | The Death of the Necromancer                                 | Śmierć nekromanty                                    | powieść                   | Martha Wells                       | 1998                 |
| 77 | Harry Potter                                                 | Harry Potter                                         | septalogia                | J.K. Rowling                       | 1997–2007            |
| 78 | Mockingbird                                                  | (brak wydania polskiego)                             | powieść                   | Sean Stewart                       | 1998                 |
| 79 | The Sarantine Mosaic                                         | Sarantyńska mozaika                                  | dylogia                   | Guy Gavriel Kay                    | 1998–2000            |
| 80 | Tamsin                                                       | (brak wydania polskiego)                             | powieść                   | Peter S. Beagle                    | 1999                 |
| 81 | Symphony of Ages                                             | Symfonia wieków                                      | cykl powieści             | Elizabeth Haydon                   | 1999–2002            |
| 82 | Stardust, Neverwhere                                         | Gwiezdny pył, Nigdziebądź                            | powieści                  | Neil Gaiman                        | 1997, 1996           |
| 83 | A Song of Ice and Fire                                       | Pieśń lodu i ognia                                   | cykl powieści             | George R.R. Martin                 | 1996–                |
| 84 | The Snow Queen                                               | (brak wydania polskiego)                             | powieść                   | Eileen Kernaghan                   | 2000                 |
| 85 | Thraxas                                                      | Thraxas                                              | cykl powieści             | Martin Scott                       | 1999–2019            |
| W opublikowanym w 2011 roku poprawionym wydaniu Rękopisu... autor rozszerzył listę o następne 15 pozycji: |                                                              |                                                      |                           |                                    |                      |
| 86 | Interview with the Vampire                                   | Wywiad z wampirem                                    | powieść                   | Anne Rice                          | 1976                 |
| 87 | Discworld                                                    | Świat Dysku                                          | cykl powieści             | Terry Pratchett                    | 1983–2015            |
| 88 | His Dark Materials                                           | Mroczne materie                                      | trylogia                  | Philip Pullman                     | 1995–2000            |
| 89 | American Gods                                                | Amerykańscy bogowie                                  | powieść                   | Neil Gaiman                        | 2001                 |
| 90 | Perdido Street Station                                       | Dworzec Perdido                                      | powieść                   | China Miéville                     | 2000                 |
| 91 | Castle                                                       | Zamek                                                | cykl powieści             | Steph Swainston                    | 2004–                |
| 92 | The First Law                                                | Pierwsze prawo                                       | cykl powieści i opowiadań | Joe Abercrombie                    | 2006–                |
| 93 | Jonathan Strange & Mr Norrell                                | Jonathan Strange i pan Norrell                       | powieść                   | Susanna Clarke                     | 2004                 |
| 94 | Vellum                                                       | Welin                                                | powieść                   | Hal Duncan                         | 2005                 |
| 95 | Anansi Boys                                                  | Chłopaki Anansiego                                   | powieść                   | Neil Gaiman                        | 2005                 |
| 96 | Temeraire                                                    | Temeraire                                            | cykl powieści             | Naomi Novik                        | 2006–                |
| 97 | The Kingkiller Chronicle                                     | Kroniki Królobójcy                                   | cykl powieści             | Patrick Rothfuss                   | 2007–                |
| 98 | The Graveyard Book                                           | Księga cmentarna                                     | powieść                   | Neil Gaiman                        | 2008                 |
| 99 | Nostradamus / Venice trilogy                                 | (brak wydania polskiego)                             | trylogia                  | Dave Duncan                        | 2007–2009            |
| 100 | Lavinia                                                      | Lawinia                                              | powieść                   | Ursula K. Le Guin                  | 2008                 |